# Campeonato Mundial de Baloncesto Masculino Sub-17
El Campeonato Mundial de Baloncesto Masculino Sub-17 es una competición de baloncesto organizada por la FIBA cada dos años. Su primera edición fue en 2010. La edad máxima de los participantes es de 17 años y las selecciones se clasifican a través de los torneos continentales de cada confederación.

## Ediciones
| Año  | Sede                           | Partido por la medalla de oro         | Partido por la medalla de oro         | Partido por la medalla de oro         | Partido por la medalla de bronce      | Partido por la medalla de bronce      | Partido por la medalla de bronce      |
| Año  | Sede                           | Oro                                   | Resultado                             | Plata                                 | Bronce                                | Resultado                             | 4.ª plaza                             |
| ---- | ------------------------------ | ------------------------------------- | ------------------------------------- | ------------------------------------- | ------------------------------------- | ------------------------------------- | ------------------------------------- |
| 2010 | Alemania (Hamburgo)            | Estados Unidos                        | 111–80                                | Polonia                               | Canadá                                | 83–81                                 | Lituania                              |
| 2012 | Lituania (Kaunas)              | Estados Unidos                        | 95–62                                 | Australia                             | Croacia                               | 93–61                                 | España                                |
| 2014 | Emiratos Árabes Unidos (Dubái) | Estados Unidos                        | 99–92                                 | Australia                             | Serbia                                | 62–59                                 | España                                |
| 2016 | España (Zaragoza)              | Estados Unidos                        | 96–56                                 | Turquía                               | Lituania                              | 81–63                                 | España                                |
| 2018 | Argentina (Santa Fe / Rosario) | Estados Unidos                        | 95–52                                 | Francia                               | Puerto Rico                           | 90–77                                 | Canadá                                |
| 2020 | Bulgaria (Sofía)               | Cancelado por la pandemia de COVID-19 | Cancelado por la pandemia de COVID-19 | Cancelado por la pandemia de COVID-19 | Cancelado por la pandemia de COVID-19 | Cancelado por la pandemia de COVID-19 | Cancelado por la pandemia de COVID-19 |
| 2022 | España (Málaga)                | Estados Unidos                        | 79–67                                 | España                                | Francia                               | 66–58                                 | Lituania                              |
| 2024 | Turquía (Estambul)             | Estados Unidos                        | 129–88                                | Italia                                | Turquía                               | 101–78                                | Nueva Zelanda                         |
| 2026 | Turquía (Estambul)             |                                       | –                                     |                                       |                                       | –                                     |                                       |

## Medallero
- Actualizado hasta Estambul 2024

| Núm. | País           | Oro | Plata | Bronce | Total |
| ---- | -------------- | --- | ----- | ------ | ----- |
| 1    | Estados Unidos | 7   | 0     | 0      | 7     |
| 2    | Australia      | 0   | 2     | 0      | 2     |
| 3    | Francia        | 0   | 1     | 1      | 2     |
| 4    | Turquía        | 0   | 1     | 1      | 2     |
| 5    | España         | 0   | 1     | 0      | 1     |
| 6    | Polonia        | 0   | 1     | 0      | 1     |
| 7    | Italia         | 0   | 1     | 0      | 1     |
| 8    | Canadá         | 0   | 0     | 1      | 1     |
| 9    | Croacia        | 0   | 0     | 1      | 1     |
| 10   | Serbia         | 0   | 0     | 1      | 1     |
| 11   | Lituania       | 0   | 0     | 1      | 1     |
| 12   | Puerto Rico    | 0   | 0     | 1      | 1     |

## MVP
| Año  | Jugador Más Valioso |
| ---- | ------------------- |
| 2010 | Bradley Beal        |
| 2012 | Jahlil Okafor       |
| 2014 | Malik Newman        |
| 2016 | Collin Sexton       |
| 2018 | Jalen Green         |
| 2022 | Izan Almansa        |
| 2024 | Cameron Boozer      |